# Relais 4 x 100 mètres quatre nages féminin aux championnats du monde de natation 2024
Ne doit pas être confondu avec Relais 4 x 100 mètres quatre nages masculin aux championnats du monde de natation 2024 ou Relais 4 x 100 mètres quatre nages mixte aux championnats du monde de natation 2024.
Le relais 4 x 100 mètres quatre nages féminin est une épreuve de natation sportive des championnats du monde de natation 2024. Elle a lieu le 18 février 2024 à Doha au Qatar.

## Records
Avant cette compétition, les records dans cette discipline étaient :
| Record du monde       | 3 min 50 s 40 | États-Unis | 28 juillet 2019 | Gwangju, Corée du Sud |
| Record du championnat | 3 min 50 s 40 | États-Unis | 28 juillet 2019 | Gwangju, Corée du Sud |

## Résultats détaillés
Les 8 meilleurs temps se qualifient en finale (Q).

### Séries
| Rang | Série | Ligne | Pays           | Nageuses     | Temps        | Temps        | Commentaire  |
| Rang | Série | Ligne | Pays           | Nageuses     | Individuels  | Global       | Commentaire  |
| ---- | ----- | ----- | -------------- | ------------ | ------------ | ------------ | ------------ |
| 1    | 3     | 3     | Suède          |              |              | 3:58.63      | Q            |
| 2    | 3     | 5     | Canada         |              |              | 3:59.35      | Q            |
| 3    | 2     | 4     | Australie      |              |              | 4:00.09      | Q            |
| 4    | 2     | 3     | Pays-Bas       |              |              | 4:02.09      | Q            |
| 5    | 2     | 5     | Chine          |              |              | 4:02.22      | Q            |
| 6    | 3     | 7     | Hong Kong      |              |              | 4:02.34      | Q            |
| 7    | 3     | 2     | Italie         |              |              | 4:02.62      | Q            |
| 8    | 2     | 6     | Pologne        |              |              | 4:02.63      | Q            |
| 9    | 3     | 8     | Singapour      |              |              | 4:02.88      |              |
| 10   | 3     | 1     | Afrique du Sud |              |              | 4:03.54      |              |
| 11   | 2     | 2     | Espagne        |              |              | 4:04.01      |              |
| 11   | 2     | 7     | Grèce          |              |              | 4:04.01      |              |
| 13   | 1     | 4     | Hongrie        |              |              | 4:05.25      |              |
| 14   | 2     | 8     | Portugal       |              |              | 4:05.26      |              |
| 15   | 1     | 3     | Slovénie       |              |              | 4:07.47      |              |
| 16   | 2     | 1     | Mexique        |              |              | 4:08.30      |              |
| 17   | 3     | 0     | Philippines    |              |              | 4:11.95      |              |
| 18   | 2     | 0     | Kazakhstan     |              |              | 4:13.92      |              |
| 19   | 3     | 9     | Taipei chinois |              |              | 4:21.94      |              |
| –    | 1     | 5     | Slovaquie      | Non partants | Non partants | Non partants | Non partants |
| –    | 2     | 9     | Lituanie       | Non partants | Non partants | Non partants | Non partants |
| –    | 3     | 4     | États-Unis     | Non partants | Non partants | Non partants | Non partants |
| –    | 3     | 6     | Corée du Sud   |              |              | Disqualifiés | Disqualifiés |

### Finale
| Rang               | Ligne | Pays      | Nageurs                                                                   | Temps                       | Temps   |
| Rang               | Ligne | Pays      | Nageurs                                                                   | Individuels                 | Global  |
| ------------------ | ----- | --------- | ------------------------------------------------------------------------- | --------------------------- | ------- |
| Médaille d'or      | 3     | Australie | Iona Anderson Abbey Harkin Brianna Throssell Shayna Jack                  | 59.20 1:07.21 56.86 52.71   | 3:55.98 |
| Médaille d'argent  | 6     | Suède     | Louise Hansson Sophie Hansson Sarah Sjöström Michelle Coleman             | 59.93 1:06.18 56.11 54.13   | 3:56.35 |
| Médaille de bronze | 4     | Canada    | Ingrid Wilm Sophie Angus Rebecca Smith Taylor Ruck                        | 58.95 1:06.24 58.28 52.96   | 3:56.43 |
| 4                  | 2     | Chine     | Sun Mingxia Tang Qianting Yu Yiting Ai Yanhan                             | 1:02.20 1:05.15 57.16 54.65 | 3:59.16 |
| 5                  | 6     | Pays-Bas  | Kira Toussaint Tes Schouten Maaike de Waard Kim Busch                     | 1:00.26 1:07.53 58.16 54.29 | 4:00.24 |
| 6                  | 1     | Italie    | Francesca Pasquino Benedetta Pilato Costanza Cocconcelli Chiara Tarantino | 1:01.03 1:06.56 58.12 54.63 | 4:00.34 |
| 7                  | 8     | Pologne   | Adela Piskorska Dominika Sztandera Paulina Peda Kornela Fiedkiewicz       | 1:01.24 1:07.46 58.49 54.54 | 4:01.73 |
| 8                  | 7     | Hong Kong | Hoi Au Siobhan Haughey Cheuk Kan Camille Cheng                            | 1:01.29 1:06.82 59.95 55.09 | 4:03.15 |